# Stawik (województwo lubelskie)
Stawik – kolonia w Polsce położona w województwie lubelskim, w powiecie lubartowskim, w gminie Jeziorzany.
Wierni Kościoła rzymskokatolickiego należą do parafii Trójcy Świętej w Jeziorzanach.
W latach 1975–1998 miejscowość administracyjnie należała do ówczesnego województwa lubelskiego.